# Seimatosporium falcatum
Seimatosporium falcatum är en svampart som först beskrevs av B. Sutton, och fick sitt nu gällande namn av Shoemaker 1964. Seimatosporium falcatum ingår i släktet Seimatosporium och familjen Amphisphaeriaceae.   Inga underarter finns listade i Catalogue of Life.